# Máquina Cox-Zucker
En geometría aritmética, la máquina de Cox-Zucker es un algoritmo creado por David A.Cox y Steven Zucker. Este algoritmo determina si un conjunto dado de secciones proporciona una base (hasta la torsión) para el Grupo Mordell-Weil de una superficie elíptica E → S , donde S es isomorfa a la recta proyectiva.
El algoritmo se publicó por primera vez en el artículo de 1979 "Números de intersección de secciones de superficies elípticas" de Cox y Zucker y más tarde fue denominado "máquina Cox-Zucker" por Charles Schwartz en 1984.